# Erwin Strohbusch
Erwin Strohbusch (* 8. September 1904 in Berlin; † 1980) war ein deutscher Schiffbauingenieur und Professor für Schiffbau.

## Leben
Erwin Strohbusch arbeitete nach dem Abitur bei den Vulkan-Werken in Stettin (AG Vulcan Stettin), Blohm + Voss in Hamburg und der Marinewerft Wilhelmshaven (1922 bis 1927). Er studierte von 1923 bis 1929 Schiffbau an der Technischen Hochschule Berlin-Charlottenburg, (heute Technische Universität Berlin) und promovierte dort 1931.
In der Kriegsmarine war er von September 1938 bis Dezember 1940 Abteilungsleiter III F bei der Kriegsmarinewerft Wilhelmshaven. Anschließend war er bis Februar 1942 in der gleichen Abteilung an der Kriegsmarinewerft Brest. Für einen Monat war er mit einem Sonderauftrag des OKM versehen, kam dann ab Mai 1943 zur Bauaufsicht Umbau Gu an die Kriegsmarinewerft Kiel. Am 1. September 1942 wurde er Marine-Oberbaurat. Bis Juni 1943 blieb er in Kiel und war hier zeitgleich ab März 1943 Betriebsdirektor. Im Oberwerftstab Norwegen wurde er Chef der Technischen Abteilung und Schiffsbaureferent und blieb dies bis Februar 1945. Bis Kriegsende war er Generalreferent im OKM.
Nach Kriegsende folgten Beschäftigungen als Dezernent beim deutschen Minenräumdienst (1945 bis Juni 1946) und beim Ingenieurbüro für Fischereifahrzeuge (Friedrich Romberg 1946 bis 1950).
1950 wurde er an die Technische Universität Berlin berufen. Zuerst war er dort als Lehrbeauftragter für Fischereifahrzeuge tätig, später (1953 bis 1957) als außerordentlicher Professor für das Lehrgebiet Schiffselemente und ab 1957 als ordentlicher Professor für „Praktischen Schiffbau“. Ab 1965 wurde der Lehrstuhl wieder in „Entwerfen von Schiffen“ umbenannt.
Bis zu Strohbuschs Emeritierung 1972 und noch darüber hinaus bis zu seinem endgültigen Ausscheiden 1974 war er als Professor für „Entwerfen von Schiffen“ und „Schiffselemente“ tätig.
Strobusch gehörte zu den Initiatoren des Vereins "Verkehrsmuseum Berlin e.V.", dessen Anliegen zur Gründung des heutigen Deutschen Technikmuseums führte.

## Schriften
- Deutscher Seeschiffbau im 19. und 20. Jahrhundert (= Führer des Deutschen Schiffahrtsmuseums. 2). Deutsches Schiffahrtsmuseum, Bremerhaven 1975. 3. Auflage 1976.
- Deutsche Marine. Kriegsschiffbau seit 1848 (= Führer des Deutschen Schiffahrtsmuseums. 8). Deutsches Schiffahrtsmuseum, Bremerhaven 1977. 2. Auflage 1984.